# Brachyglottis turneri
Brachyglottis turneri là một loài thực vật có hoa trong họ Cúc. Loài này được (Cheeseman) C.J.Webb mô tả khoa học đầu tiên năm 1987.